# Hermann Heidegger
Hermann Heidegger (* 20. August 1920 in Freiburg im Breisgau; † 13. Januar 2020 in Stegen) war ein deutscher Historiker und Offizier sowie Nachlassverwalter des Philosophen Martin Heidegger, der nicht sein biologischer Vater war, jedoch die Vaterschaft als Ehemann seiner Mutter akzeptiert hatte.

## Leben und Wirken
Heidegger studierte als beurlaubter Fahnenjunker zwei Semester Philosophie, Geschichte, Rechtswissenschaft und Forstwirtschaft. Während des Zweiten Weltkriegs wurde er als Infanterieoffizier viermal verwundet. Während er ab Herbst 1941 zwei Jahre lang als Rekonvaleszent in Freiburg verbrachte, besuchte er drei Vorlesungen und ein Seminar seines Vaters. 1945 wurde er zum Oberleutnant befördert und Bataillonskommandeur in einer Volksgrenadier-Division. Nach der Rückkehr aus sowjetischer Kriegsgefangenschaft 1947 studierte er von 1948 bis 1952 Geschichte und Pädagogik und war anschließend bis 1955 als Volksschullehrer tätig. 1953 promovierte er bei Gerhard Ritter mit einer Dissertation über das Thema Die deutsche Sozialdemokratie und der nationale Staat.
1955 wurde Heidegger von Wolf Graf Baudissin als Hauptmann in das Bundesministerium der Verteidigung geholt, wo er die ersten vier Bände des politisch-historischen Handbuchs Schicksalsfragen der Gegenwart bearbeitete. Er war außerdem Mitbegründer der Monatsschrift Information für die Truppe und diente in mehreren Generalstabs- und Truppenkommandeursverwendungen. Seinen Abschied bekam er 1979 als Oberst.
Nach dem Tod Martin Heideggers 1976 war er dessen Nachlassverwalter und betreute die Gesamtausgabe des Philosophen. Er wurde überdies als Experte für die Entzifferung der Manuskripte seines Vaters herangezogen, die in deutscher Kurrentschrift gehalten sind. Seit 2014 wird der Nachlass von Hermann Heideggers Sohn Arnulf Heidegger verwaltet.
Von 1985 bis 2015 hatte er den Vorsitz des Kuratoriums der Martin-Heidegger-Gesellschaft inne. Er war Mitglied u. a. der Ranke-Gesellschaft, der Clausewitz-Gesellschaft und der Deutschen Schillergesellschaft.
Im Jahr 2005 offenbarte Hermann Heidegger im Nachwort der Briefsammlung »Mein liebes Seelchen!« Briefe Martin Heideggers an seine Frau Elfride, dass er nicht der leibliche Sohn Martin Heideggers ist, sondern der Sohn des Arztes Friedrich Caesar, eines 1946 gestorbenen Jugendfreundes von Elfride Heidegger.
Am 13. Januar 2020 verstarb Hermann Heidegger im Alter von 99 Jahren in Stegen.

## Schriften
- Heimkehr 47. Tagebuch-Auszüge aus der sowjetischen Gefangenschaft. Edition Antaios, Schnellroda 2007, ISBN 978-3-935063-73-9.
- Die deutsche Sozialdemokratie und der nationale Staat: 1870–1920. Unter besonderer Berücksichtigung der Kriegs- und Revolutionsjahre. Musterschmidt, Göttingen 1956, zugleich Dissertation, Universität Freiburg i. Br., 1953, OCLC 722739155.